# Эпитеза
Эпитеза (др.-греч. ἐπίθεσις — «прикладывание, наложение») — фонетический термин, обозначающий возникновение в конце слова неэтимологического опорного или переходного звука для удобства произношения.

## Примеры эпитезы
- ср.-в.-нем. nieman > нем. niemand
- В донских говорах: эпитеза гласного в безударных окончаниях глаголов 3-го лица мн. числа, лабиализующегося под влиянием предыдущего гласного: бе́гаю[т’у], забира́ю[т’у], рабо́таю[т’у], сде́лаю[т’у], во́зю[т’у], го́ню[т’у], насо́дю[т’у] и т. п., но даю́[т’], зову́[т’], иду́[т’] и т. п.